# رادیو بوشهر
رادیو بوشهر (شبکهٔ استانی صدای بوشهر) همزمان با جنگ عراق و ایران، کار خود را با پخش آژیر قرمز و اذان ظهر آغاز کرد. در سال ۱۳۶۱ با مستقل شدن مرکز، صدای مرکز به تولید برنامه پرداخت، نخستین برنامه «اصحاب خون» و سپس برنامه‌هایی از قبیل «بوشهر در جنگ»، «روستا و روستانشین»، «صبح ساحل» تهیه و پخش شد. از سال ۱۳۶۴ فعالیت‌های روزانه برنامه‌سازی گسترده‌تر شد.
در تیرماه سال ۱۳۷۶ شبکه استانی صدا افتتاح شد و فعالیت خود را از طریق فرستنده ۵۰ کیلووات با وسعت بیشتری انجام داد. برنامه سازان رادیو تاکنون توانسته‌اند در جشنواره‌های تولیدات مراکز و کشوری افتخارات بسیاری در بین مراکز ۳۰گانه کشور را به خود اختصاص دهند. در حال حاضر صدای مرکز بوشهر روزانه ۲۴ ساعت برنامه پخش می‌کند. موفقترین برنامه‌های مرکز بوشهر «سی موسی تو»، «گنجینه خلیج فارس»، «سلام بوشهر»، «خانه و خانواده» است.